# Development-Center
Ein Development-Center (von Englisch develop = ‚entwickeln‘) ist eine Variante des Assessment-Centers, in dem das individuelle Entwicklungspotenzial eines Teilnehmers im Hinblick auf weiterführende Aufgaben erfasst wird. Hierzu werden die Bewerber in diverse Situationen versetzt und im Umgang mit diesen bewertet. Auch bekannt unter den Bezeichnungen Entwicklungs-AC, oder Lernpotenzial-AC. Das Development-Center kann ein Unternehmen firmenintern durchführen oder es kann von einem externen Dienstleister unterstützt oder vollständig abgenommen werden.

## Funktion
Das Development-Center hat zunächst 2 Funktionen:
1. Ermittlung des Potenzials eines Teilnehmers hinsichtlich bestimmter unternehmens- und bereichsspezifischer Kriterien (meist Führungskompetenz) sowie
2. Festlegung konkreter Entwicklungsmaßnahmen, die der Teilnehmer benötigt, um die künftigen Anforderungen optimal zu erfüllen

## Ablauf
Ein Development-Center-Verfahren besteht aus verschiedenen Elementen, die durch den/die Teilnehmer durchgeführt werden müssen, wobei ggf. sein Verhalten von mehreren Beobachtern beobachtet und bewertet wird.
Beispiele für solche Elemente sind:
- Übungen, in denen das Verhalten der Teilnehmer beobachtet wird (z. B. Fallstudien und Rollenspiele)
- Parallelübungen, in denen Teilnehmer erste Lernerfahrungen umsetzen kann
- Psychologische Testverfahren (z. B. Persönlichkeits-, Leistungs- und/oder Motivationstests)
- Selbsteinschätzungen vor, während und nach dem Verfahren zur Verlaufsmessung

Die einzelnen Teile eines Development-Centers sollten konkret auf die spezifischen Herausforderungen ausgerichtet, die dem Teilnehmer zukünftig im Unternehmen begegnen werden. Dies dient dazu, Entwicklungsmaßnahmen abzuleiten, die der Teilnehmer benötigt, um später mit Erfolg die Anforderungen in seinem Bereich zu bewältigen. Diese Entwicklungsmaßnahmen sollten dabei sowohl an den Zielen des Teilnehmers als auch an den Zielen des Unternehmens orientiert im Sinne einer Nutzenoptimierung.
Allein stehend kann das Development-Center Impulse für die Entwicklung des Teilnehmers geben. Eingebettet in ein Entwicklungsprogramm dient es der gezielten Entwicklung von Potenzialträgern. Bei wiederholter Durchführung kann es auch als Messinstrument zur Zielerreichung genutzt werden.

## Abgrenzung zu anderen Verfahren
|       | Assessment-Center                                                             | Development-Center | Orientierungs-Center                                                         |
| ----- | ----------------------------------------------------------------------------- | --- | ---------------------------------------------------------------------------- |
| Fokus | Fähigkeiten eines Teilnehmers bzgl. verschiedener stellenrelevanter Kriterien | Entwicklungspotenzial eines Teilnehmers bzgl. unternehmensspezifischer Kriterien                                       | Passung zu verschiedenen Laufbahnen im Unternehmen                           |
| Ziel  | Auswahl des Teilnehmers mit der besten Passung auf eine zu besetzende Stelle  | Ableitung von Entwicklungsmaßnahmen, welche den Erfolg des Teilnehmers in seinem Fähigkeitsbereich unterstützen sollen | Orientierungshilfe bei der Unterstützung einer zielführenden Karriereplanung |

## Nutzen
Für den Teilnehmer ist es von Vorteil, dass er gezielte Unterstützung bei seiner Karriereplanung bekommt.
Verhaltensorientiertes und individuelles Feedback signalisieren ihm Wertschätzung. Diese Rückmeldung sensibilisiert ihn für bessere Wahrnehmung eigener Stärken und Entwicklungsfelder und ihm werden konkrete Schritte zur Weiterentwicklung gezeigt. Außerdem wird der Teilnehmer aufgrund der hohen Transparenz der Anforderungen höherer Positionen zur eigenverantwortlichen Erreichung seiner Ziele motiviert.
Die Unternehmensführung erhält Informationen über die vorhandenen Potenziale im Unternehmen und kann so sein Personal gezielt und effizient entwickeln. Dies ermöglicht in Verbindung mit der Förderung unternehmensrelevanter Kompetenzen eine weitreichende Nachfolgeplanung. Identifizierte Potenzialträger werden durch das Development-Center langfristig an das Unternehmen gebunden und somit die Fluktuation gesenkt.